# Eva Nygren
Eva Nygren, född 1955 i Umeå, är en svensk företagsledare. Hon är styrelseledamot i JM AB, Troax Grooup AB, Ballingslöv International AB, Uponor OY, Nye Veier AS, Tyrens AB och Nobelhuset AB, samt styrelseordförande i Brandkonsulten AB.
Tidigare har hon haft ledande positioner inom Sweco och varit koncernchef för det tekniska konsultbolaget Rejlers. Då hon blev koncernchef för Rejlers fick hon också motta Årets Ruter Dam, 2012. Årets Ruter Dam är en hedersutmärkelse som tilldelas den kvinna inom näringslivet som befordrats till den mest inflytelserika chefspositionen under året. Två år senare, 2014, fick hon avgå från Rejlers.
Hon utbildade sig till arkitekt vid Chalmers.